# Volkswagen Golf Mk5
A cincea generatie Volkswagen Golf MK5, construit de Volkswagen Group a fost prezentată la salonul Frankfurt Motor Show în octombrie 2003 și a intrat în vânzare în Europa, o lună mai târziu. Pentru a comemora acest lucru, Wolfsburg a fost redenumit "Golfsburg" pentru o săptămână. Acesta a ajuns pe pietele din America de Nord în iunie 2006 cu emblema Rabbit reînviat. În America de Nord, SEAT și Skoda nu aveau un succes foarte mare la vânzări în timp ce Volkswagen  încercă să reînvie imaginea brandului Volkswagen la adevărata sa valoare. În total au fost fabricate 5.420.669 de unități.